# Святовацлавский Хорал
Святовацлавский хорал — чешский церковный гимн, корни которого прослеживаются вплоть до XII века. Оригинальная версия состояла из трёх пятистрочных строф с рефреном Kyrie eleison (греч.  — литургический возглас «Господи помилуй»). Содержание — простая молитва к святому Вацлаву, князю и святому покровителю Чехии, чтобы он молил Бога о своём народе и его спасении, оградил от бед.

## История
Согласно традиции, гимн возник в XIV веке, авторство приписывается первому пражскому архиепископу Арношту из Пардубиц. Вацлав Гаек (Václav Hájek) из Либочан приписывает её архиепископу Яну Очко из Влашима. Богуслав Балбин обе теории скомбинировал и предположил, что Арношт гимн написал, а Очко отредактировал. Однако Святовацлавский хорал намного старше: структура стиха, языковые особенности, волнистая мелодия и гармонизация этой песни скорее указывают на XIII век. В конце концов, мольба в песне «утеши печали, отжени напасти» свидетельствует скорее о тревожных временах, которыми мог быть период правления  в Чехии Оттона Бранденбургского, регента чешского короля Вацлава II (1278—1283). Текст, однако, изменялся постепенно, а его первооснова возникла уже в XII веке. Где-то между XIV и XV веками, во времена гуситов, были добавлены две новые строфы: «Ты — наследник земли чешской» и «Мария, мати желанная». В литомержицкой рукописи конца XV века записано ещё несколько новых строф, в том числе и строфа с обращением к остальным чешским святым, однако позже из стандартного текста они исчезли. Хорал, написанный изначально на старочешском языке, современный вид приобрёл в XVIII—XIX веков. И спустя несколько сотен лет со времени возникновения хорал до сих часто поётся, обычно после воскресной мессы или по большим христианским праздникам. Во времена возникновения Чехословакии были предложения сделать хорал государственным гимном, а политическая партия «Чешская Корона» требует этого до сих пор.

## Текст
Текст старочешской версии

Svatý Václave, vévodo české země,

kněže náš, pros za ny Boha, svatého Ducha!

Kyrieleison.

Nebeskéť jest dvorstvo krásné,

blazě tomu, ktož tam pójde,

v život věčný, oheň jasný svatého Ducha.

Kyrieleison.

Pomoci tvé žádámy,

smiluj sě nad námy.

Utěš smutné, otžeň vše zlé, svatý Václave!

Kyrieleison.

Текст современной версии

Svatý Václave,

vévodo české země,

kníže náš,

pros za nás Boha,

svatého Ducha,

Kriste eleison.

Ty jsi dědic české země,

rozpomeň se na své plémě,

nedej zahynouti nám,

ni budoucím,

Svatý Václave,

Kriste elesion.

Pomoci my tvé žádáme,

smiluj se nad námi,

utěš smutné,

zažeň vše zlé,

Svatý Václave,

Kriste eleison.

Перевод

Святой Вацлаве,

воевода земель чешских,

князь наш,

моли Бога за нас,

Святого духа,

Господи помилуй.

Царство небесное прекрасно,

Блажен тот, кто туда вступит,

Жизнь вечная,

Огонь ясный,

Святого духа,

Господи помилуй.

О помощи твоей молимся,

Смилуйся над нами,

Утешь печали,

Отведи зло всякое,

Святой Вацлаве,

Господи помилуй.

## Источник
- Obrazová, P. — Vlk, J. (1994): Maior Gloria — Svatý kníže Václav. Nakladatelství paseka, vydání první, Praha a Litomyšl, s. 152-3. ISBN 80-85192-94-2